# Judeoamazic
Judeoamazic és el nom donat a les varietats de la llengua amaziga parlades tradicionalment per les comunitats jueves de certes parts del centre i del sud del Marroc. Són unes varietats enteses per la majoria dels habitants de la zona que parlen tamazight (Galant-Pernet i cols. 1970:14) i es distingeixen per l'ús de manlleus de l'hebreu i per la pronuncicació de š com s (com a molts de dialectes judeoaràbics del Marroc).

## Distribució
Les poblacions on els jueus parlaven judeoamazic eren Tinghir, Ouijjane, Asaka, Imini, vall del Draa, Demnate i Ait Bou Oulli (a l'àrea de parla tamazigh de l'Atles Mitjà), i a Oufrane, Tiznit i Illigh (a la zona de parla tasheliyt del Souss) (Galant-Pernet i cols. 1970:2). El judeoamazic no sols s'emprava en la vida quotidiana, sinó també en l'explicació dels texts religiosos i, ocasionalment, en l'escriptura, en alfabet hebreu (s'ha reeditat una Haggadà de Péssah escrita en judeoamazic; Galand-Pernet i cols. 1970). Unes poques oracions, com les benediccions sobre la Torà, van ser recitades en amazic.
Gairebé tots els qui parlaven judeoamazic se n'anaren del Marroc els anys que seguiren la independència i la majoria dels seus fills s'han criat parlant altres llengües. En 1992 en quedaven uns 2000 parlants, la major part a Israel, tots bilingües en judeoaràbic, almenys.

## Mostra
Procedent de Galand-Pernet i cols. 1970:121, que el prenen d'un manuscrit de Tinghir:
יִכְדַמְן אַיְיִנַגָא יפּרעו גְמַצָר. יִשוֹפִגַג רבי נּג דְיְנָג שוֹפוֹש נִדְרע שוֹפוֹש יִכיווֹאַנ
ixəddamn ay n-ga i pər3u g° maṣər. i-ss-ufġ aġ əṛbbi ənnəġ dinnaġ s ufus ən ddr3, s ufus ikuwan.
Traducció literal: criats que nosaltres-fórem del Farao a Egipte. ell-provocà-partir a nosaltres Déu nostre allí amb braç de força, amb braç fort.
Criats del Faraó és el que érem a Egipte. El nostre Déu ens emportà amb un braç poderós, amb un braç fort.

## Vegeu a més
- Llengües judeoaràbigues